# Instituto Claudio Moyano
El Instituto Claudio Moyano es un Instituto de Educación Pública ubicado en la ciudad de Zamora (España). El edificio inició su construcción en el año 1902 por el arquitecto español Miguel Mathet y Coloma con el apoyo político de Federico Requejo. El nombre del Instituto es un homenaje al político zamorano Claudio Moyano creador de la denominada Ley de Instrucción Pública. 

## Historia
Se constituye en el año 1846 en el antiguo Convento de la Concepción (en la actualidad ocupado por Archivo Histórico Provincial y la Biblioteca Pública del Estado). El incremento en el número de alumnos, así como el cambio de planes hizo que cambiara su sede. Siendo Subsecretario de Instrucción Pública Federico Requejo en 1901 se decidió la ubicación final en el lugar donde se encuentra en la actualidad. El 15 de marzo de 1902 la regente María Cristina firma una Real Orden autorizando el inicio de las obras. Esta elección del lugar de edificación del Nuevo Instituto fue polémica en la época. El 29 de junio de 1902 se pone la primera piedra en presencia de Miguel Unamuno (en calidad de Rector de la Universidad de Salamanca) y del ministro de Instrucción Pública el Conde de Romanones. Las obras se prolongaron hasta que el 12 de abril de 1909 se entregó el edificio a la Diputación Provincial. No obstante la inestabilidad política de la época hizo que el edificio permaneciera vacío, sin uso como institución de enseñanza, durante diez años. El 27 de enero de 1919 se abren las puertas al curso académico, sin puertas en el interior, sin cristales en las ventanas. El edificio ha soportado varias generaciones de estudiantes y numerosas transformaciones.

## Características
Se trata de un edificio de planta rectangular, diseñado como un monumento. Se trata de un edificio de estilo historicista. En 1989 se afrontó una reforma del edificio a cargo de los arquitectos Pedro Lucas, Jesús Perucho y Leandro Iglesias.
Los arquitectos mencionados anteriormente fueron los autores del Proyecto de Ejecución. La dirección de la Obra corrió a cargo de los técnicos de la Dirección provincial de Zamora, siendo el director de Obra el arquitecto Francisco Javier Rodríguez Méndez y los Directores de Ejecución los arquitectos técnicos José Baños Velasco y Samuel Fernández Touriño. En 1992 se entregó la obra para volver a ser ocupado en su función educativa.
El edificio cuenta con 6 plantas, 1 subterránea,un ascensor,y departamentos de diferentes asignaturas repartidos por las 5 plantas superficiales.
Este edificio cuenta con laboratorios, bibliotecas,salas de ordenadores,talleres,parainfos,y sala de profesores (actualmente tiene uso del alumnado).
El edificio cuenta con 3.800m² de planta,de los que 1.635m² se usan para clases, departamentos,etc,el resto,tiene uso de pasillos,escaleras, cafeterías,sala de arce,y salas de ordenadores.
Cuenta con:
•1 pabellón de 1.935m² y un perímetro de 185m.
•1 pista de fútbol,1.100m² y un  perímetro de 140m.
• 1 pista de frontón de 115m²,un perímetro de 50m.
•2 pistas de baloncesto,una de 175m2 y perímetro de 55m y la segunda,de 565m² y 100m de perímetro.
El área total de este instituto es de  19.500m2 y 850m de perímetro.
En la fachada principal se encuentra una placa de nivelación en hierro fundido indicando una altitud sobre el nivel del mar de 654,6 metros con referencia al clavo de nivelación que se ubica en el umbral de la puerta de acceso.